# 黃柏富
黃柏富，浙江东阳人，中国人民解放军少将。
1996年，晋升为中国人民解放军少将。2003年12月，担任中国人民解放军总参谋部情报部部长。